# Liste der Hochschulen in Uganda
Die Liste der Hochschulen in Uganda umfasst die in diesem afrikanischen Staat ansässigen tertiären Bildungseinrichtungen. Die staatliche Zulassungsbehörde ist das Uganda National Council for Higher Education.

## Staatliche Einrichtungen
- Busitema University – BU[3]
- Gulu University – GU (ehemals Gulu University of Agriculture and Environmental Science)[4]
- Kabale University – KABU[5]
- Makerere University – MAK
- Mbarara University of Science and Technology – MUST[6]
- Kyambogo University – KYU[7]
- Soroti University[8]
- Uganda Management Institute – UMI[9]
- Uganda Military Engineering College – UMEC (University of the Military, Science & Technology)[10]
- Uganda Military Academy

## Private Einrichtungen
- Aga Khan University, Campus in Kampala
- All Saints University Lango – ASUL[11]
- Busoga University (Church of Uganda, Busoga Diocese)[12]
- Cavendish University[13]
- Clarke International University – CIU (früher International Health Sciences University – IHSU)[14]
- International University of East Africa[15]
- Islamic University in Uganda – IUIU  (Organisation für Islamische Zusammenarbeit)[16]
- Kampala International University – KIU[17]
- King Ceasor University – KCU (früher St. Augustine International University – SAIU)[18]
- Kumi University – KUMU[19]
- Mountains of the Moon University – MMU[20]
- Nkumba University[21]
- St. Lawrence University – SLAU[22]
- The Virtual University of Uganda[23]
- Uganda Christian University – UCU[24]
- Uganda Martyrs University – UMU[25]
- Uganda Technology and Management University[26]
- Victoria University (Ruparelia Group of Companies)[27]